# La Rhue
La Rhue is een gehucht ("lieu dit") in de Franse gemeente Saint-Jory-de-Chalais. Het plaatsje bestaat uit een groep boerderijen die voorheen toebehoorden aan het kasteel van Jumilhac-le-Grand.